# Mikośka
Mikośka – potok znajdujący się na terenie Rzeszowa. Wedle Marka Czarnoty na podstawie jego badań na terenie miasta istnieją dwa potoki o tej samej nazwie, łączą się one w jeden i mają swoje ujście do Wisłoka.
Mikośki swoje źródła mają w dzielnicy Staroniwa (Mikośka I) i w ścisłym centrum miasta (Mikośka II), łączą się niedaleko źródła tej drugiej. Mikośka I kieruje się na wschód wzdłuż ulic Potokowej i Piekarskiej, następnie wpadają do zabudowanego kanału wzdłuż obwodnicy miasta. Ponownie na powierzchni rzeczka widoczna jest na Os. Kmity, aby znów wpaść do kanału przebiegającego przez ścisłe centrum miasta, gdzie łączy się z „II” (znane są fotografie z początku XX w., jak wzdłuż ulicy Kanałowej ciek jest otwarty, zabudowany został dopiero w latach 30.). Następnie koryto biegnie na północ, wzdłuż ulicy Fredry na Śródmieściu.
Ze względu na ich walory obronne w XIV Jan Pakosławic zbudował gród w rozwidleniu Mikośki i Wisłoka. W wieku XVI wybudowano tamę, która miała na celu stworzenie sztucznego rozlewiska, około 150 lat później Lubomirscy zadecydowali o modernizacji zabezpieczeń. Stworzyli oni nowe koryto rzeki, które poprowadzono na północnej granicy ówczesnego miasta (obecnie w przybliżeniu byłby to rejon wzdłuż alei Piłsudskiego – Placu Dworcowego – Bardowskiego), tak aby objął on nowo wybudowaną dzielnicę żydowską, zwaną później Nowym Rynkiem. Obie rzeki na skutek tej regulacji połączono w jedną w okolicach kościoła parafialnego. Wówczas powstały również inne zapory rzeczne, widoczne na planie Wiedemanna, tak między innymi powstało Jezioro Bernardyńskie. Jednak takie zabezpieczenie miasta przed powodzią niosło za sobą ryzyko powodzi. W konsekwencji, w 1736 roku w kronikach pijarski notuje się:

...nastąpiło oberwanie chmury, lało z niba ja z cebra przez 46 dni. Wylały Wisła i Wisłoka. W Rzeszowie pewnej nocy woda zalała domy i wiele ludzi porwało. Wody na kształt morza otoczyły całe miasto, toczyły ogromne kamienie.

Z biegiem czasu sztucznie uformowane koryta przestały pełnić swoje pierwotne funkcje. W XIX wieku Mikośka płynęła otwartym kanałem przez centrum miasta. W latach po I wojnie światowej, zdecydowano się potok ukryć, a w latach 40. koryto wykorzystano jako kanał ściekowy w trakcie modernizacji sieci kanalizacyjnej. Ponowne prace trwały całe lata 60. W 2009 koryto potoku zostało po raz kolejny uregulowane.